# تنوربازی
تنور بازی (تنجور بازی یا تنور) نوعی بازی بومی و سنتی است که در بروجرد رواج داشته و دارد. در این بازی افراد به دو گروه مساوی تقسیم می‌شوند که هر گروه معمولاً چهار عضو یا بیشتر دارد. هر گروه یک سالار (شاطر) دارد. یک گروه (بازنده) باید تشکیل تنور بدهد. به این ترتیب که به غیر از سالار، بقیه افراد با فاصله مناسبی دایره وار در کنار هم می‌ایستند و سرها را به هم نزدیک می‌کنند و بازوهای یکدیگر را شانه به شانه نگه می‌دارند تا تنور که ساختاری مستحکم دارد تشکیل شود. با اعلام «گرم بودن تنور» از سوی شاطر (سالار) گروه دوم که در اطراف تنور پراکنده شده‌اند سعی بر حمله به سوی تنور و پریدن به روی پشت اعضای تشکیل دهنده تنور می‌کنند و به این ترتیب تا زمانی که بتوانند دوام بیاورند سواری می‌گیرند. سالار با چرخش‌های سریع دور و درون تنور، سعی می‌کند مانع نزدیک شدن نفرات گروه مقابل به تنور شود. چنانچه بتواند با پا ضربه ای به یکی از حمله کنندگان وارد کند آن گروه دور را می‌بازند و باید این بار آنها تنور را تشکیل دهند (ص. ۱۹۵).
از آنجا که پریدن بر روی پشت افراد تشکیل دهند تنور کار سختی است امکان برهم خوردن تعادل و سقوط فرد از روی تنور زیاد است و گاه سالار منتظر می‌ماند تا فرد سقوط کند و لگدی به وی بزند.